# Zou (Côte d'Ivoire)
Pour les articles homonymes, voir Zou.
 (juin 2023).
Si vous disposez d'ouvrages ou d'articles de référence ou si vous connaissez des sites web de qualité traitant du thème abordé ici, merci de compléter l'article en donnant les références utiles à sa vérifiabilité et en les liant à la section « Notes et références ».
Zou est une localité de la Région des Dix-Huit Montagnes située à l'ouest de la Côte d'Ivoire, dans le département de Bangolo dont elle est l'une des sous-préfectures.